# Zero-Treze
Zero-Treze é um filme brasileiro do gênero drama, dirigido por Luiz de Barros em 1918. O filme estreou em janeiro de 1918, no Cine Palais, no Rio de Janeiro. É considerado um filme perdido, com nenhuma cópia conhecida.

## Enredo
Álvaro Ramos, boêmio incorrigível, expulso da pensão em que morava por falta de pagamento, acha na rua cinquenta mil réis. Compra um bilhete de loteria número 013 e tira a sorte grande. Enfastiado da vida da cidade, parte para o interior em automóvel. 
Durante a excursão, salva um fazendeiro das mãos de dois colonos agressores. Levado para a fazenda, onde fica hospedado por alguns dias, não resiste aos encantos da filha do fazendeiro, de nome Maria, que era pretendida também pelo administrador João. Maria inclina-se por Álvaro. 
João, enciumado, à frente de um grupo de colonos, exige a expulsão de Álvaro da fazenda. Uma luta corporal se trava entre os dois. Álvaro resolve partir, mas antes pede a Tancredo a mão de sua filha. O fazendeiro recusa; quer sua filha casada com gente da roça. A moça abandona a casa paterna e foge com seu apaixonado. Um ano mais tarde, Tancredo, cheio de saudades de Álvaro e Maria, já concretizada em um gordo pimpolho, os chama carinhosamente ao seu convívio.

## Elenco
| Ator/Atriz        | Personagem   |
| ----------------- | ------------ |
| Fernando do Val   | Álvaro Ramos |
| Nilda Bellini     | Maria        |
| A. Severino       | João         |
| Joaquim Guerreiro | Tancredo     |